# 6 sense+
『6 sense+』（シックスセンス・プラス）は、エフエム大阪で2005年4月～2006年3月まで放送されていたラジオ番組である。
放送時間は月曜～金曜7:00～8:20。ただし7:00～7:30と8:00～8:20はTFMネットプログラムの6Senseを内包しており大阪ローカル部分は7:30～8:00のみとなっていた。
新聞のラテ欄や局のタイムテーブルでの番組名表記は「6 sense+」であるが、放送では「シックスセンス・大阪エディション」とコールされていた。
後番組は2006年4月放送開始の「Eyes on Japan」。
この番組の前身にあたるのが「立花裕人のMORNING FREEWAY」に内包された「osaka フリーウェイ」（オオサカ - ）ないしは「morning freeway 851」（モーニング・フリーウェイ・ハチゴーイチ）である。

当番組同様、7:00 - 8:20を東京と同一タイトルとして括り、東京ローカル枠である7:29 - 8:00をローカル編成としていた。

## 出演
- 大阪ローカル部分 月～水 大塚由美 木・金 下埜正太
- TFMネット部分 七尾藍佳

## コーナー（2006年3月番組終了時点）
- 7:00～7:30 TFMネット部分
7:00～7:10 STARBUCKS World In Motion
2005年10月スタート。それまでは「WAKE UP NEWS」が放送されていた。
7:10～7:20 リポビタンD SPORTS FILE
7:20～7:29 TOYOTA VIEW UP TOMORROW
- 7:29～8:00 大阪ローカル部分
7:33頃 フライエミレーツ SPORTS ON AIR
サッカーを中心としたユーロスポーツのワンシーンをピックアップ。
7:38頃 トラフィック・リポート（月曜～木曜はお部屋探しナビ・マイルームネットワーク提供、金曜は大阪トヨペット提供）
7:45頃 コジマ・キャッチ・ザ・ワールド（TFMでも同名のコーナーがあるが内容は別）
インターネットのおすすめサイトを紹介している。
7:54 ヘッドラインニュース（拓伸提供）
7:58 トラフィック・リポート
- 8:00～8:20 TFMネット部分
8:00～8:10 SUZUKI NEWS NUMBERS
8:10～8:20 Honda SWEET MISSION